# سام پسر نوح
سام (که سوم یا شِم هم خوانده می‌شود) یکی از پسران نوح در تورات است. به گفته تورات، بعد از اینکه پسران خدا با دختران آدمیان آمیزش کردند، از ایشان نژاد غولی به نام نفیلیم پدید آمد. یهوه که شرارت‌های بشر را دید، از آفرینش او پشیمان شد و تصمیم گرفت موجودات را نابود کند اما نوح را در گناهان نسل خود بی‌تقصیر یافت و به همین جهت، به او گفت کشتی بسازد تا به همراه همسر و پسرانش و همسرانشان نجات پیدا کند. سام و برادرانش، حام و یافث، از کشتی‌نشینان بودند که از طوفانِ یاد شده رستند. بعد از طوفان، نوح تاکستانی کاشت و شراب درست کرد و از آن شراب نوشید و مست شد. نوح برهنه در خیمه خود خوابید و حام لختی او را دید (ممکن است منظور نویسندهٔ تورات تجاوز جنسی حام به نوح باشد) و برادرانش سام و یافث را آگاه کرد. سام و یافث عقب عقب راه رفتند و بدون دیدن لختی نوح، او را پوشاندند. نوح که به هوش آمد و دانست حام با او چه کرده، کنعان پسر حام را نفرین کرد که برده حقیر سام و یافث باشد. اینکه نوح به جای حام، کنعان را نفرین می‌کند، در واقع با نفرت بنی اسرائیل از مردم کنعان مرتبط است.

## یادکرد نسل سام

### تورات
در باب ۱۰ سفر پیدایش به سام فرزندانی به نام‌های عیلام و آشور و اَرْفَکْشاد و لُود و اَرام نسبت داده شده‌است.

### کتاب جاشر

موقعیت جغرافیایی فرزندان نوح که در آن نسل سام به رنگ سبز، نسل حام به رنگ آبی و نسل یافث به رنگ قرمز نشان داده شده‌است.

در کتاب جاشر از نسل سام صحبت شده‌است. بر پایه این اسامی، معمولاً نسل سام را این گونه حساب می‌کنند:
- آشور: (دو پسر به نام‌های میروس و موکیل) که نسل آشوری‌ها از اوست.
- ارفکشاد: (سه پسر به نام‌های انار، شلاچ و اشکول) که نسل عبری‌ها (بنی اسرائیل، موابیتها، امونیها، ادومیها، اسماعیلیها و قاهتینیتها) از اوست. همچنین ابراهیم از نسل او می‌باشد.
- زیزی: که نسل بلغارها از اوست.
- لود: (دو پسر به نام‌های پیتور و بیزایون) که نسل لیدی‌ها از اوست.
- آرام: (سه پسر به نام‌های اوز، چول، گاتر و ماش) که نسل آرامیان (سوریهٔ فعلی) از اوست.